# Madatyphlopinae
Madatyphlopinae is een onderfamilie van slangen uit de familie wormslangen (Typhlopidae).

## Naam en indeling
De wetenschappelijke naam van de groep werd voor het eerst voorgesteld door Stephen Blair Hedges, Angela B. Marion, Kelly M. Lipp, Julie Marin en Nicolas Vidal in 2014. Er zijn 15 soorten verdeeld in een enkel geslacht; Madatyphlops.

## Verspreidingsgebied
De slangen komen voor in delen van Afrika en leven bijna allemaal endemisch op het eiland Madagaskar. Enkele soorten komen voor op omliggende eilanden; Nosy Be en Mayotte. De uitgestorven soort Madatyphlops cariei kwam voor op Mauritius.